# Тонто (индейская резервация)
Тонто (англ. Tonto Apache Reservation) — индейская резервация племени тонто, расположенная на Юго-Западе США в центральной части штата Аризона.

## История
Современное племя тонто-апачи являются прямыми потомками южных тонто, которые жили в окрестностях Пейсона задолго до появления европейцев. В 1871 году была создана индейская резервация Рио-Верде, недалеко от Кэмп-Верде, для племён тонто и явапаи. В 1875 году резервация была упразднена, а её жители были насильственно переселены в резервацию Сан-Карлос. Некоторые тонто постепенно вернулись в район Пейсона после 20 лет изгнания, чтобы обнаружить, что белые поселенцы захватили большую часть их земли.
В 1972 году, после получения статуса федерального признания от правительства Соединённых Штатов, племени была передана небольшая резервация площадью 0,344 км² в районе Пейсона.

## География
Резервация расположена  на Юго-Западе США в центре Аризоны, в южной части города Пейсон и прилегающих районах на северо-западе округа Хила, примерно в 153 км к северо-востоку от Финикса и в 161 км к юго-востоку от Флагстаффа.
Общая площадь резервации, включая трастовые земли (1,111 км²), составляет 1,502 км². Административным центром резервации является город Пейсон.

## Демография
Согласно федеральной переписи населения 2020 года в резервации проживало 130 человек, насчитывалось 57 домашних хозяйств и 49 жилых домов. Средний доход на одно домашнее хозяйство в индейской резервации составлял 32 917 долларов США. Около 15,8 % всего населения находились за чертой бедности, в том числе 5,6 % тех, кому ещё не исполнилось 18 лет, и 25,9 % старше 65 лет.
Расовый состав распределился следующим образом: белые — 19 чел., афроамериканцы — 0 чел., коренные американцы (индейцы США) — 93 чел., азиаты — 0 чел., океанийцы — 0 чел., представители других рас — 3 чел., представители двух или более рас — 15 человек; испаноязычные или латиноамериканцы любой расы составили 16 человек. Плотность населения составляла 86,67 чел./км².

## Комментарии
1. ↑  В состав резервации входит часть населённого пункта.